# Cirnik (gmina Brežice)
Cirnik – wieś w Słowenii, w gminie Brežice. W 2018 roku liczyła 117 mieszkańców.